# 730 Атанасија
730 Атанасија (енгл. 730 Athanasia) је астероид главног астероидног појаса чија средња удаљеност од Сунца износи 2,243 астрономских јединица (АЈ).
Апсолутна магнитуда астероида је 14,0 а геометријски албедо 0,138.